# Belaturricula ergata
Belaturricula ergata é uma espécie de gastrópode do gênero Belaturricula, pertencente a família Borsoniidae.